# David Lodge
David John Lodge CBE, (Brockley (Londen), 28 januari 1935 – Birmingham, 1 januari 2025) was een Engels schrijver en literatuurwetenschapper. 

## Leven en werk
Lodge werd geboren in een katholieke familie en noemde zich later altijd een katholieke agnost. Het katholicisme komt later in diverse van zijn romans als thema terug.
Lodge studeerde kunst- en literatuurgeschiedenis aan University College London, huwde in 1959 en was van 1960 tot 1987 professor Engelse literatuur aan de Universiteit van Birmingham, met de Victoriaanse literatuurgeschiedenis als specialisatie. Vanaf 1987 wijdt hij zich fulltime aan het schrijven.
Lodge debuteerde in 1960 met een roman over zijn kinderjaren: The Picturegoers. Veel zijn latere boeken hebben een satirische inslag, vaak spelen ze zich af in de universitaire wereld, waarbij hij de handeling meestal situeert in fictieve plaatsen, zoals "Rummidge", dat model staat voor Birmingham, en "Plotinus" in de Verenigde Staten. Naast fictie schreef Lodge ook veel (populair-)wetenschappelijk werk, altijd over literaire onderwerpen.
Voor zijn wetenschappelijke bijdragen aan de literatuur werd Lodge in 1997 door het Franse Ministerie van Cultuur benoemd tot Chevalier dans l'Ordre des Arts et Lettres. In 1998 werd hij door de Britse regering verheven in de Orde van het Britse Rijk.
Lodge won in 1975 de Hawthornden Prize  voor Changing Places: A Tale of Two Campuses. Zijn  romans Small World (1984) en Nice Work (1989) werden door de BBC bewerkt tot televisieseries. Hij werd tweemaal genomineerd voor de Bookerprijs. In 1989 was hij voorzitter van de Bookerprijs-jury.
Lodge overleed op 1 januari 2025 op 89-jarige leeftijd.

### Fictie
- The Picturegoers 1960
- Ginger You're Barmy 1962
- The British Museum Is Falling Down 1965
- Out of the Shelter 1970
- Changing Places: A Tale of Two Campuses 1975
- How Far Can You Go? 1980
- Small World: An Academic Romance 1984
- Nice Work 1988
- Paradise News 1991
- A David Lodge Trilogy 1993 - single volume comprising Changing Places, Small World and Nice Work
- Therapy 1995
- The Man Who Wouldn't Get Up: And Other Stories 1998
- Home Truths 1999 (novella - written from original play)
- Thinks ... 2001
- Author, Author 2004
- Deaf Sentence 2008
- A Man of Parts 2011

### Non-fictie
- Language of Fiction 1966
- The Novelist at the Crossroads 1971
- The Modes of Modern Writing 1977
- Working with Structualism 1981
- Write On 1986
- After Bakhtin 1990
- The Art of Fiction 1992
- Modern Criticism and Theory: A Reader 1992
- The Practice of Writing 1997
- Consciousness and the Novel 2003
- The Year of Henry James: The Story of a Novel 2006

### Theater
- The Writing Game 1990
- Home Truths 1999

### Bewerkingen voor televisie
- Small World 1988
- Nice Work 1989
- Martin Chuzzlewit 1994
- The Writing Game 1995